# Kruze
Kruze (Krausen, Krauz, Krauze, Kruse, Kruza) – kaszubski herb szlachecki lub mieszczański.

## Opis herbu
Opis z wykorzystaniem klasycznych zasad blazonowania:
Na tarczy dzielonej w pas, w polu górnym, czerwonym, dwie gwiazdy złote w pas, w polu dolnym, błękitnym, półksiężyc srebrny z twarzą barkiem do dołu. Klejnot: nad hełmem w koronie kwiaty o trzech płatkach złotych, na ulistnionych łodygach zielonych, w wachlarz. Labry: blękitne, podbite srebrem.

## Najwcześniejsze wzmianki
Herb znany jest z jednego z wydań herbarza Dachnowskiego z około 1714 roku.

## Herbowni
Kruze (Krausen, Krauz, Krauze, Kruse, Kruza).

### Rodzina Kruze
Rodzina prawdopodobnie pochodzenia mieszczańskiego, wywodząca się z Gdańska, której przedstawiciel miał posiadać według Dachnowskiego dział w Wyszecinie. Rejestry z 1648 wymieniają jednak nazwisko Kruza w Bysewie, które było własnością miasta Gdańska. Możliwe zatem, że Kruza był jedynie dzierżawcą wsi i mieszczaninem. Jakaś pani Krausin płaciła pobór ze wsi Bysewo, Bastenhagen i Smęgorzyno w 1658 roku. W roku 1664 wymieniony został Karol Krauze.